# Unterwindsberg
Unterwindsberg ist ein Gemeindeteil der Gemeinde Simmelsdorf im Landkreis Nürnberger Land (Mittelfranken, Bayern). Unterwindsberg liegt in der Gemarkung Oberndorf.

## Geografie
Das Dorf liegt an einem Berghang unterhalb von Oberwindsberg. An den am Südwestrand liegenden Altort hat sich ein wesentlich größeres Siedlungsgebiet angeschlossen. Eine Gemeindeverbindungsstraße führt nach Hüttenbach zur Staatsstraße 2241 (0,9 km östlich) bzw. an Sankt Martin vorbei  Freiröttenbach (2 km südwestlich).

## Geschichte
Der Ort wurde im Jahr 1195 erstmals mit den Namen „Windsberg“, „Winsberc“ und „Winesberc“ urkundlich erwähnt. Im Jahr 1205 wird er als „Winesberc inferius“ (Unteres Winesberc) genannt.
Mit dem Gemeindeedikt (frühes 19. Jahrhundert) wurde Unterwindsberg dem Steuerdistrikt Hüttenbach und der Ruralgemeinde Oberndorf, zugewiesen. Im Zuge der Gebietsreform in Bayern wurde Unterwindsberg am 1. Januar 1978 nach Simmelsdorf eingemeindet.

## Baudenkmäler
In Unterwindsberg befinden sich zwei Baudenkmäler.